# Anthophora radoszkowskyi
Anthophora radoszkowskyi är en biart som beskrevs av Fedtschenko 1875. Anthophora radoszkowskyi ingår i släktet pälsbin, och familjen långtungebin. Inga underarter finns listade i Catalogue of Life.